# イチスタ☆
『イチスタ☆』は、2014年9月29日から2020年3月27日まで大分放送（OBSラジオ）で月曜日 - 金曜日の9:00 - 12:40に放送されていたラジオ番組である。2019年1月11日に放送回数1111回を迎えた。2019年3月までは9:00 - 12:00に放送されていた。

## 概要
OBSラジオは同年10月改編で、平日朝から日中、午後にかけての生ワイド番組を全て新番組に転換した。その中で、平日に放送されていた「村津孝仁の朝感ラジオ」の9時台と、日中のリクエスト番組「リフレッシュ@」を統合し、さらに10時台の一部ミニ番組を組み込む形で「スタート!」・「BINGO」と同日に開始されたのが当番組である。
番組タイトル「イチスタ☆」には、本社1階の第1スタジオからの放送であることや、ラジオを通じて、「あなたのイチバンになりたい」といった思いが込められていて、ジングルでも同様のメッセージが流される。
番組は9時台と10時台以降で異なるカラーを持つ。「朝感ラジオ」を継承している9時台は子育てや法律・経済・最新の本や映画といった実用的な情報が伝えられ、10時台以降では、リスナーから届いたリクエストに応えつつ、健康や医療、温泉情報を織り交ぜながら番組を進行していく。
2015年10月より、番組のLINEアカウントが開設され、2016年3月28日よりLINEアカウントからのメッセージおよびリクエストを受け付けるようになった。
さらに同日からはUstreamでのスタジオ動画配信を開始した。その後、2016年11月7日より動画配信サイトがFRESH LIVEへ移行。FRESH!では動画視聴者からのコメントも受け付けており、コメントに対しては当初はパーソナリティがホワイトボードで返答していた。その後、2017年4月頃からはミニ番組放送中に独自の企画（但し無音）が始まり、10月からはラジオ放送用とは別のマイクを用意し、ミニ番組放送中のほか、曲中やCM中などにもFRESH LIVE向け放送を行っている。FRESH LIVEの配信終了に伴い、2019年2月4日からはLINE LIVEへ移行。
オープニングテーマはLollyのViva La Radioである。9時台、12時台の初めに流れる。
2019年10月からは、ナイターオフの自社制作枠「IMAZURUわいわいハイツ」の水曜 21:30 - 22:00で、スピンオフ番組「夜のイチスタ☆」がスタート。パーソナリティは火曜担当の池田麻衣子。なお、この番組ではリクエストは受け付けていない。
2020年3月27日で放送を終了。2020年4月から本番組のほか、朝のワイド番組「スタート!」と午後のワイド番組「BINGO」を統合し、情熱ライブ!Voiceが放送開始する。一方で「夜のイチスタ☆」は、放送枠を土曜21:30 - 22:00に変更して継続しているため、番組名はスピンオフ番組で残っている。

## パーソナリティ
2019年10月現在。
- 番組開始より2018年3月まではパーソナリティー全員がOBSアナウンサーだったが、2018年4月のリニューアル後は村津を除き、フリーアナウンサーへ変更となった。
- 2019年4月からは、時間帯により出演者が異なり、9:00 - 10:00は男性パーソナリティーのみ、10:00 - 12:00は男性と女性パーソナリティーの2人、12:00 - 12:40は女性パーソナリティーのみ（2019年10月から、月曜日のみ男性パーソナリティーも引き続き出演）。
- 事情により出演できない場合、他曜日のパーソナリティーが代役として出演することがある。年末年始や別府大分毎日マラソン直前など稀に女性パーソナリティー2人で務めるケースもある。

### 現在
- 渡邉敬大（月 - 水）
- 賎川寛人（木・金）
- 小野亜希子（月）　※元・OBS大分放送アナウンサー
- 池田麻衣子（火）
- 財前真由美（水）　※元・TOSテレビ大分アナウンサー
- 高嶋和代（木）　※元・OAB大分朝日放送アナウンサー
- 實山加代子（金）

### 過去
- 飯倉寛子
- 小村美記
- 後藤なぎさ
- 冨松明菜
- 平川侑季
- 村津孝仁
- 安元佳奈

### パーソナリティの変遷
- 太字は変更点

|                         | 月曜日              | 火曜日              | 水曜日              | 木曜日              | 金曜日              |
| ----------------------- | ------------------- | ------------------- | ------------------- | ------------------- | ------------------- |
| 2014.09.29 - 2015.03.31 | 村津孝仁 平川侑季   | 村津孝仁 平川侑季   | 村津孝仁 平川侑季   | 村津孝仁 後藤なぎさ | 村津孝仁 飯倉寛子   |
| 2015.04.01 - 2016.03.31 | 村津孝仁 小村美記   | 村津孝仁 小村美記   | 村津孝仁 小村美記   | 村津孝仁 飯倉寛子   | 村津孝仁 平川侑季   |
| 2016.04.01 - 2017.03.31 | 村津孝仁 冨松明菜   | 村津孝仁 冨松明菜   | 村津孝仁 冨松明菜   | 村津孝仁 飯倉寛子   | 村津孝仁 飯倉寛子   |
| 2017.04.03 - 2017.09.29 | 賎川寛人 冨松明菜   | 賎川寛人 冨松明菜   | 賎川寛人 冨松明菜   | 村津孝仁 小村美記   | 村津孝仁 小村美記   |
| 2017.10.02 - 2018.03.30 | 賎川寛人 冨松明菜   | 賎川寛人 冨松明菜   | 賎川寛人 冨松明菜   | 村津孝仁 安元佳奈   | 村津孝仁 安元佳奈   |
| 2018.04.02 - 2019.03.29 | 村津孝仁 小野亜希子 | 村津孝仁 池田麻衣子 | 村津孝仁 財前真由美 | 村津孝仁 高嶋和代   | 村津孝仁 實山加代子 |
| 2019.04.01 - 2019.09.30 | 賎川寛人 小野亜希子 | 賎川寛人 池田麻衣子 | 賎川寛人 財前真由美 | 賎川寛人 高嶋和代   | 賎川寛人 實山加代子 |
| 2019.10.01 - 2020.03.27 | 渡邉敬大 小野亜希子 | 渡邉敬大 池田麻衣子 | 渡邉敬大 財前真由美 | 賎川寛人 高嶋和代   | 賎川寛人 實山加代子 |

## タイムテーブル
2020年1月現在
- 9:00 - オープニング
- 9:02 - ENEOSプレゼンツ あさナビ
- 9:10 - くらしのたより
- 9:15 - 
  - 【火】聞いて得する!ピヨピヨラジオ
  - 【水】ベリ!ベリ!ベリタス!!ぐんぐんラジオ
- 9:25 - 天気情報
- 9:30 - 
  - 【月 - 木】トピッカーHOT情報[4]
  - 【金】あなたの母校におじゃまします
- 9:40 - ラジオショッピング
- 9:56 - OBSニュース
- 10:10 - 
  - 【第2 月】私とカーブス
  - 【第1・3 火】 加とちゃんのとく・とく・トーク
  - 【第2・4 水】 NTT西日本 夢は無限大（ドリームインフィニティ）
  - 【金】わけあり.comラジオ
- 10:25 - ジャパネットたかた・ラジオショッピング
- 10:35 - 
  - 【月】 耳よりホームドクター[5]
  - 【火】 まいどあり～。
  - 【水・木】 旬!SHUN!ピックアップ
  - 【金】 なみじゅんの温泉ソムリエ♨︎
- 10:45 - 【金】OBSラジオショッピング
- 10:55 - OBSニュース
- 11:00 - NTT西日本ミュージック・カフェ[6]
- 11:20 - トピッカーHOT情報
- 11:25 - ラジオショッピング
- 11:30 - 
  - 【月】 ゴリラじゃわからん大分弁講座
  - 【水】 セブン-イレブン ひるどき情報局!
  - 【第2・4 木】 コモエスタ松本の不動産よもやま話
  - 【第1・3 金】 新電力おおいたの大分が生んだ宝もの
- 11:40 - ランチリクエスト
- 11:45 - 氷川きよし節
- 11:55 - OBSニュース
- 11:58 - 天気情報
- 12:20 - 
  - 【月】 教えて錦織先生!ラジオしんさつしつ[5]
  - 【木】 北斗建装 presents 住まいのお悩み相談室[5]
  - 【金】 明日の私[5]
- 12:35 - エンディング